# Capolavoro (Bnkr44)
Capolavoro è un singolo del gruppo musicale italiano Bnkr44, pubblicato il 4 marzo 2025 come quarto estratto dal quarto album in studio Tocca il cielo.

## Descrizione
Il brano, scritto da Andrea Locci, in arte Faster, Duccio Caponi, in arte Piccolo, e Pietro Serafini, in arte Fares, è prodotto da Jacopo Adamo, in arte JxN, Giovanni Imparato, in arte Colombre, e Marco Lombardi, in arte Erin, e ha anticipato l'uscita dell'album Tocca il cielo, in uscita per il 4 aprile 2025.

## Video musicale
Il video musicale, diretto da Rough.Lab e girato in Corea, è stato pubblicato in concomitanza all'uscita del brano attraverso il canale YouTube del gruppo.

## Tracce
Testi di Andrea Locci, Duccio Caponi e Pietro Serafini, musiche di Dario Lombardi, Giovanni Imparato, Marco Vittiglio e Jacopo Adamo.
1. Capolavoro – 3:18